# Murat II
Murat II (juny de 1404, Amasia – 3 de febrer de 1451, Edirne) va ser soldà de l'Imperi Otomà des de la mort del seu pare Mehmet I el 1421 fins a la seva mort, excepte per dues breus interrupcions el 1444 i entre 1444 i 1445. El regnat de Murat II va estar marcat per les prolongades guerres que va mantenir contra els pobles cristians dels Balcans i els emirats turcs d'Anatòlia.
Va ser educat a Amasia, on havia nascut, i fou destinat com a virrei a l'Àsia Menor, a Maghnisa. Va participar en la repressió d la revolta de Simawna Oghlu Bedr al-Din. Quan només tenia divuit anys va ascendir al tron el maig del 1421; la mort del seu pare fou amagada uns dies (sota consell del visir Iwad Pasha) per donar-li temps a arribar a Adrianòpolis i va ser reconegut com a soldà, rebent l'espasa d'Osman i l'homenatge de l'exèrcit.
Però aviat el seu regnat es va veure afectat per la insurrecció. L'emperador romà d'Orient Manuel II va alliberar el pretendent Mustafà Çelebi i el va reconèixer com a legítim hereu del tron de Baiazet I. A canvi, Mustafà s'havia compromès a pagar-li com a rescat pel seu alliberament diverses ciutats importants. El pretendent, aliat a Djunayd d'Aydın, va desembarcar a les possessions otomanes europees amb galeres romanes d'Orient, i es va moure ràpidament. Molts soldats turcs van unir-s'hi, i va aconseguir derrotar el veterà general Baiazet Pasha que Murat havia enviat per combatre'l, en la batalla de Säzlı Dere (entre Serres i Adrianòpolis) mentre els seus aliats grecs ocupaven Gal·lípoli. Després de derrotar l'exèrcit de Murat, Mustafà es va declarar soldà, i va travessar els Dardanels amb un gran exèrcit. Murat va anar a fer-li front personalment.
En l'enfrontament contra Mustafà, el jove Murat va demostrar grans habilitats militars i polítiques i amb les seves maniobres va ser capaç d'enfrontar a Mustafà amb el seu aliat Djunayd i després d'aïllar Mustafà de les seves tropes al mig del camp de batalla, derrotant-lo al pont d'Ulubad. Les tropes de Mustafà van desertar en massa, i el pretendent va haver de fugir a Gal·lípoli. Murat va sortir de la colònia genovesa de Nova Focea (Yeni Foça abans Yeñi Foča) va assetjar la ciutat de Gal·lípoli i va dirigir l'assalt en persona. Mustafà fou capturat i va ser executat a Adrianòpolis i el soldà va declarar la seva intenció de venjar-se de la dinastia romana d'Orient dels paleòlegs, que l'havia ajudat, conquerint la seva capital de Constantinoble.
Murat va organitzar un exèrcit i el 1422 va marxar a través de l'Imperi Romà d'Orient i va posar a setge a Constantinoble. Mentre assetjava la ciutat, els romans d'Orient es van aliar amb altres estats turc d'Anatòlia per proclamar soldà al germà de Murat, de tan sols 13 anys, també anomenat Mustafà, a Iznik. Murat es va veure obligat a abandonar el setge de Constantinoble i per aplacar la revolta va fer executar el jove príncep que havia estat abandonat pel seu principal valedor Ilyas Pasha. Els estats d'Anatòlia que havien estat conspirant contra seu van ser annexionats a l'Imperi Otomà. Una altra raó de la retirada segons alguns autors és que el gran visir Çandarli Ibrahim Paixà era grecòfil i que l'or romà d'Orient va funcionar a través d'ell.
Llavors va esclatar la lluita amb Djuanyd. Murat, que només li reconeixia la possessió d'Izmir, el va atacar i va nomenar governador d'Aidin al grec Khalil Yakhshi que va reconquerir Ayasoluk i Tire. En un cop de mà Djunayd va capturar a la germana del governador otomà a la que després va matar. Murat va enviar llavors un exèrcit més fort dirigit pel beglerbegi d'Anadolu, Orudj, fill de Timurtash. Izmir fou conquerida. Djunayd es va refugiar al castell d'Ipsili des d'on va demanar ajut a Venècia; tenia al seu costat al fill de Mustafà Güzme al que proposava com a pretendent al tron otomà. Però els venecians no van fer cap pas. Orudj va morir i el va succeir Hamza. Djunayd va demanar altra vegada ajut a Venècia i a Karaman sense resultat (1425). La batalla final es va lliurar a la plana d'Ak Hisar (Thyatira) i Kurt Hasan, el fill de Djunayd i cap del seu exèrcit, fou derrotat i capturat. Atacada Ipsili amb suport naval genovès, Djunayd es va haver de rendir a canvi de salvar la vida, però Khalil Yakhshi per venjar a la seva germana, el va executar (1426) junt amb Kurt Hasan i tots els membres de la família Aidin-Oghlu.
El 1424 havia pujat al tron romà d'Orient Joan VIII Paleòleg amb el qual es va ajustar la pau. Abans de la pau s'havien conquerit algunes poblacions a Morea i d'altra banda el principat de Valàquia va acceptar pagar tribut. Els Isfendiyaroğullari de Sinope van ser derrotats i una part dels seus territoris annexionats. Després del 1425 l'hegemonia otomana es va consolidar a Menteshe i Tekeoğulları: Murat va planejar la deposició del karamànida Damad II İbrahim Bey que era el seu cunyat, i nomenar al seu germà Isa, fidel als otomans, però una guerra entre els dos estats en 1426/1427 no fou gaire favorable a Murat II. Ibrahim va amenaçar Antalya (que ja era possessió otomana) però finalment es va ajustar la pau. A la part oriental d'Anatòlia els turcmans de Tokat i Amasia i a la regió de Djanik foren sotmesos per Yürkedj Pasha, al servei de Murat.
Però els territoris d'Hamid (Hamitoğullari) van continuar sent objecte de litigi. Ibrahim, d'acord amb serbis i hongaresos, es va apoderar d'Egridir i Isparta (1433) però va haver de demanar la pau a Murat II que avançava contra ell. Finalment Murat II va decidir signar la pau (1435) amb la condició que els antics territoris dels Hamitoğullari, objecte de disputa, romandrien sota sobirania otomana.
El 1427 els romans d'Orient havien venut la població de Selanik (Salònica) a Venècia amb l'oposició de Murat. Això va portar a una guerra contra Venècia; la conquesta turca de Selanik el març del 1430 va posar fi al conflicte. En aquest temps els otomans van ocupar diverses fortaleses a l'Epir i Albània. però el seu interès principal era la regió al nord-oest on regnava el serbi Đurađ Branković, vassall de la Porta. El 1432 es va signar amb aquest un tractat de pau i la filla del príncep, Mara fou donada en matrimoni a Murat. Els otomans van fer diverses expedicions a territori hongarès. El 1438 es va fer una gran expedició a Hongria en la qual van participar serbis i valacs, i es va conquerir Semendra. El 1440 Murat va assetjar Belgrad sense èxit. El 1442 els otomans manats per Yezid Bey van assetjar Hermannstadt però van patir una derrota seriosa a mans de Joan Hunyadi que en els anys següents fou el cap visible de la resistència europea als otomans: el 1443 va dirigir un exèrcit croat amb serbis, polonesos i alemanys que van rebutjar als turcs fins a Nish i van conquerir Sofia, i la campanya va posar fi a una greu derrota otomana a Jalowaz (entre Sofia i Filipòpolis). Aprofitant aquesta guerra l'emir de Karaman, Ibrahim, va enviar (1442) un contingent manat pel seu gendre Turghut Oghlu Hasan Beg, que va saquejar Ankara, Beg Pazari, Kütahya, Kara Hisar, Bolwadin i Hamid-Ili. Es va ajustar la pau amb els hongaresos a Szegedin (juliol del 1444) que mantenia les fronteres inicial otomanes (excepte Valàquia/Eflak que esdevenia tributària d'Hongria) i que en conjunt suposava un avantatge per als hongaresos. Després del tractat de Szegedin Murat II va abdicar en el seu fill Mehmet II amb Khalil Pasha (fill d'Ibrahim Pasha, + de peste el 1429) i Khusraw Molla com a consellers i es va retirar a Maghnisa.
La revenja otomana contra Karaman fou terrible, però quan els europeus van violar el tractat el setembre de 1444 i van formar una croada serbo-hongaresa a la que es van unir el Sacre Imperi Romanogermànic, Polònia i Albània, avançant al sud del Danubi cap a Varna, Murat II va reassolir el poder; va acceptar les propostes de pau d'Ibrahim i li va imposar un tractat molt dur pel qual Karaman va quedar reduït a la condició d'estat vassall dels otomans. Va marxar llavors contra els hongaresos i aliats i es va derrotar a Varna (10 de novembre del 1444), batalla en la qual va morir el rei Vladislau I d'Hongria o Ladislau III de Polònia. Murat II va tornar a abdicar i es va retirar altre cop a Maghnisa.
Una revolta dels geníssers a Adrianòpolis va aconsellar a Khalil Pasha cridar-lo altre cop al poder el 1445 davant la inseguretat que Mehmet pogués fer front a la situació. Ja no va abandonar més el govern fins a la seva mort. Entre 1446 i la seva mort el 1451 va fer diverses campanyes als Balcans. El 1446 va atacar els Paleòleg de Morea destruint l'Hexamilion, i conquerint Corint i Patres. El 1447 va atacar Albània on des de 1443 operava amb èxit Skander Beg; el 1448 va fer front a un nou atac hongarès que fou derrotat a la plana de Kosowa en l'anomenada segona batalla de Kosovo; el 1450 tornava a ser a Albània assetjant Kroja.
Va morir a Edirne el 3 de febrer de 1451 i fou enterrat a Brusa. El va succeir el seu fill Mehmet II.